# Segežskij rajon
Il Segežskij rajon (in russo Сегежский район?) è un rajon della Repubblica di Carelia, nella Russia europea. Istituito nel 1927, il suo capoluogo è Segeža.